# Marilac
Marilac is een gemeente in de Braziliaanse deelstaat Minas Gerais. De gemeente telt 4.394 inwoners (schatting 2009).

## Aangrenzende gemeenten
De gemeente grenst aan Coroaci, Frei Inocêncio, Governador Valadares, Itambacuri, Mathias Lobato, Nacip Raydan en São José da Safira.

## Verkeer en vervoer
De plaats ligt aan de weg BR-451.